# Verušice
Verušice (deutsch Groß Werscheditz) ist ein Ortsteil der Stadt Žlutice in Tschechien. Er liegt zwei Kilometer nordwestlich von Žlutice und gehört zum Okres Karlovy Vary.

## Geographie
Der Rundling Verušice befindet sich im Südosten des Tepler Hochlandes auf einer Kuppe südlich des Berges Dlouhý vrch (Langberg, 691 m). Südwestlich liegt die Talsperre Žlutice, im Süden erhebt sich der Hügel Na Skále (593 m).
Nachbarorte sind Veselov im Norden, Čichalov und Kovářov im Nordosten, Žlutice im Südosten, Semtěš im Süden, Mostec im Südwesten, Skoky im Westen sowie Polom und Ratiboř im Nordwesten. Die südwestlich gelegenen Dörfer Dolánky (Dollanka) und Mlyňany (Lindles) sind im Stausee versunken.

## Geschichte
Die erste Erwähnung des Dorfes erfolgte im Jahr 1538, als ein Teil bis dahin zur Herrschaft Toužim gehörigen Ortes zur Herrschaft Žlutice kam. Seit dem 16. Jahrhundert ist auch die Feste nachweisbar. Nach 1583 gehörte das Dorf vollständig zu Žlutice. 1709 erfolgte der Umbau der Feste zu einem Schloss.

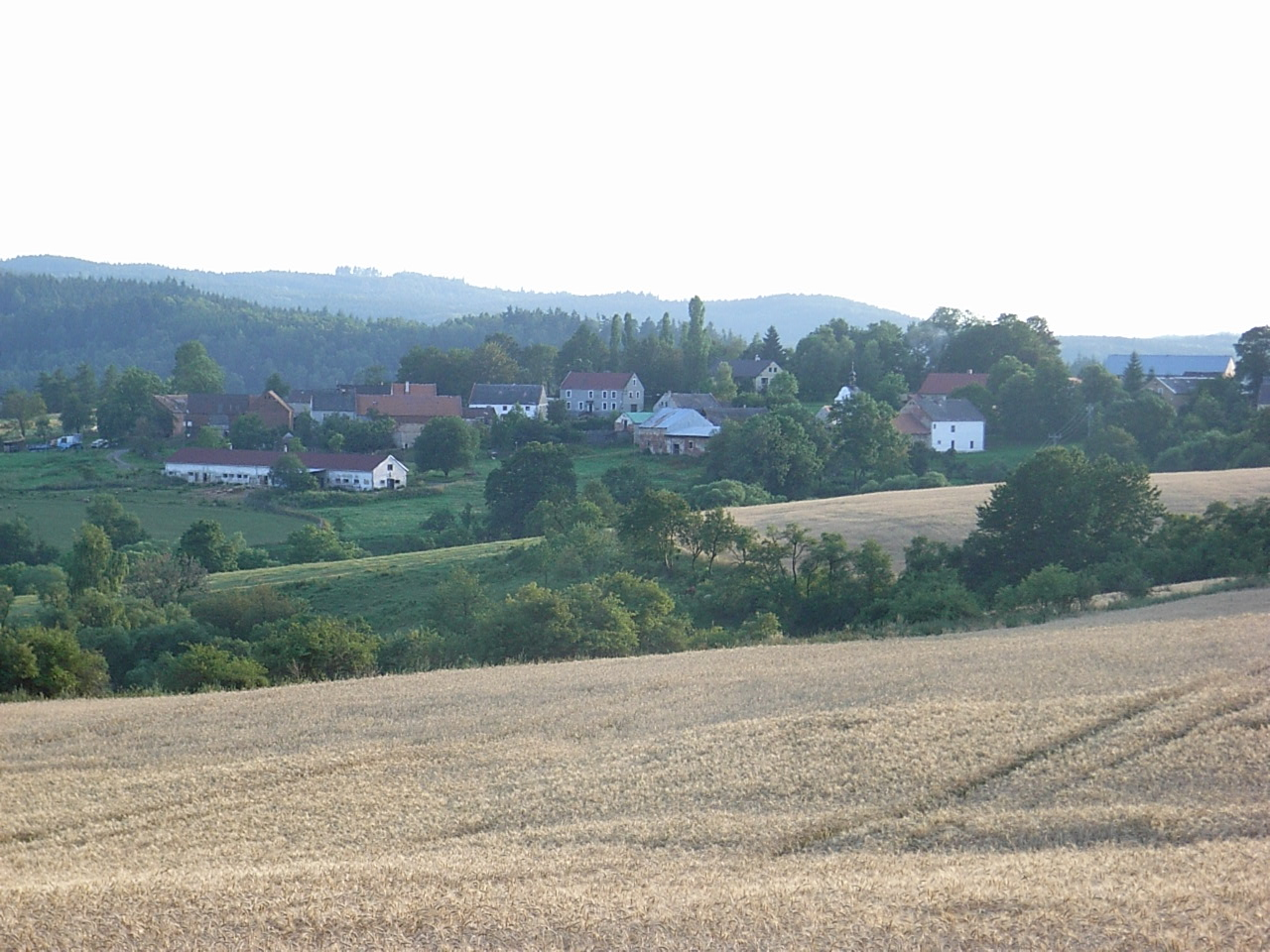
Blick von Osten auf Verušice

Nach der Aufhebung der Patrimonialherrschaften bildete Groß Werscheditz/Velké Verušice mit dem Ortsteil Dollanka/Dolánky eine Gemeinde im Bezirk Luditz. 1921 wurde der tschechische Name in Verušice geändert. 1930 lebten in dem landwirtschaftlich geprägten Ort 173 Menschen. Nach dem Münchner Abkommen wurde das größtenteils deutsch besiedelte Dorf 1938 dem Deutschen Reich zugeschlagen, bis 1945 gehörte es zum Landkreis Luditz. 1939 hatte Groß Werscheditz 197 Einwohner. Nach dem Zweiten Weltkrieg kam der Ort zur Tschechoslowakei zurück und die deutschen Bewohner wurden vertrieben. 1950 wurde der Okres Žlutice aufgehoben, Verušice nach Žlutice eingemeindet und dem Okres Toužim zugeordnet.
Bei der Gebietsreform von 1960 wurde der Okres Toužim aufgelöst; seit dieser Zeit gehört der Ort zum Okres Karlovy Vary. Zwischen 1965 und 1968 erfolgte südwestlich des Dorfes der Stau der Střela. Dolánky wurde aufgelöst und versank in der Talsperre Žlutice. 1991 hatte der Ort 47 Einwohner. Im Jahr 2001 bestand das Dorf aus 12 Wohnhäusern, in denen 34 Menschen lebten.

## Sehenswürdigkeiten

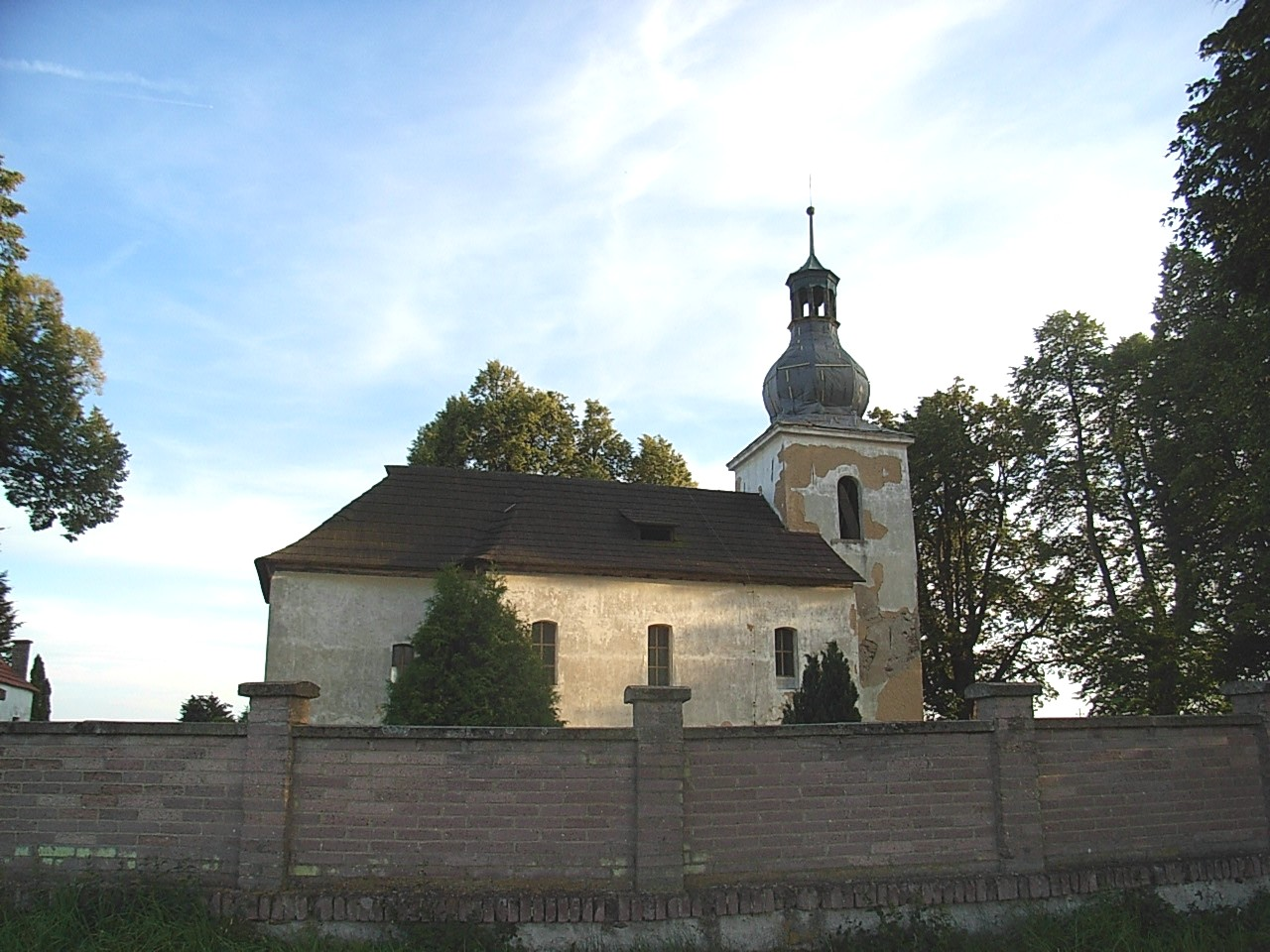
Kirche St. Nikolaus

- Kirche des Hl. Nikolaus; die einen Kilometer östlich des Dorfes errichtete ehemals gotische Kirche wurde 1765 barock umgestaltet. Seit 1958 steht das als Friedhofskirche der Stadt Žlutice genutzte Gotteshaus unter Denkmalschutz.
- Mikulášské lipy, die Linden an der Kirche des Hl. Nikolaus sind geschützt.
- Kapelle in Verušice; der Barockbau aus dem 18. Jahrhundert mit einem sechseckigen Glockenturm steht in der Mitte des Dorfplatzes.
- Schloss Verušice; das 1709 aus einer Feste errichtet zweistöckige Bauwerk wurde um 1870 neogotisch umgebaut.
- Mehrere Kruzifixe entlang der Straße nach Žlutice